# Marcelo Rebelo de Sousa
Marcelo Nuno Duarte Rebelo de Sousa (Lisboa, 12 de desembre de 1948) és un polític portuguès, President de la República Portuguesa des de 9 de març de 2016.

## Biografia
Nascut el 12 de desembre de 1948 a Lisboa, és fill de Baltazar Rebelo de Sousa, antic governador colonial de Moçambic i ministre salazarista. Estudià Dret a la Universitat de Lisboa el 1966, fins que es llicencià en Dret el 1971. Va esdevenir membre de l'Acció Catòlica i de la influent Associació per al Desenvolupament Econòmic i Social (SEUS). El maig de 1974, després del triomf de la Revolució dels Clavells va ser un dels fundadors del Partit Popular Democràtic (PPD), que poc després prendria el nom definitiu de Partit Socialdemòcrata (PSD).
Marcelo Rebelo de Sousa, és de doctor i catedràtic de Dret per la Universitat de Lisboa i doctor honoris causa per la Facultat d'Enginyeria de la Universitat de Porto. Va estar casat entre 1972 i 1980 amb Ana Cristina dona Mota Veiga, amb la qual va tenir dos fills, Nuno, nascut el 1973, i Sofia, nascuda el 1976. Després de la seva separació, va iniciar una relació sentimental amb l'advocada Rita Amaral Cabral, amb qui continua convivint.
El 1975, amb 26 anys, va ser elegit membre de l'Assemblea Constituent pel Cercle Electoral de Lisboa, en uns comicis que van tenir com a guanyador el Partit Socialista (PS) de Mário Soares. Va participar en l'elaboració de la nova Constitució republicana democràtica, promulgada a l'abril de 1976, i va formar part de la primera delegació portuguesa a l'Assemblea Parlamentària del Consell d'Europa. El 1981, en el govern de Francisco Pinto Balsemão, va ocupar primer el càrrec de Secretari d'Estat de la Presidència del Consell de Ministres des del seu nomenament el 4 de setembre de 1981, i posteriorment va ser nomenat ministre d'Afers Parlamentaris el juny de 1982.
El 9 de juny de 1983 va prendre possessió el govern de coalició encapçalat per Mário Soares de coalició entre el Partit Socialista (PS) i el Partit Socialdemòcrata (PSD), però Marcelo Rebelo de Sousa i altres militants socialdemòcrates oposats a l'estratègia moderada van posar en marxa una facció anomenada Ala Nova Esperança, que va facilitar el viratge dretà liberal del partit, l'elecció d'Aníbal Cavaco Silva com a president del PSD i la sortida del govern el 5 de juny de 1985.
Com a periodista, ha participat en diverses publicacions i, en la dècada dels vuitanta, fins i tot, en la direcció de les capçaleres de premsa de l'Expresso (1980-1983) i Semanário (1983-1987), essent cofundador d'aquest darrer. També ha estat comentarista de ràdio TSF i en els darrers quinze anys col·laborà a la cadena TVI (2000-2004 y 2010-2015) i RTP1 (2005-2010), arribant a esdevenir un fenomen dels mitjans. Va liderar el PSD entre 1996 i 1999, sent rellevat per José Manuel Durão Barroso.

### President de Portugal
Va ser candidat a les eleccions presidencials de Portugal de 2016, comicis que va guanyar a la primera volta, el 24 gener 2016, amb majoria absoluta, amb el 52% dels vots. Va prendre possessió del seu càrrec el 9 de març del mateix any, convertint-se en el setè president de la República des de la Revolució dels Clavells.
Després de les eleccions legislatives portugueses de 2024 Luís Montenegro va formar un govern d'Aliança Democrática en minoria. Després de dues mocions de censura fallides contra el seu govern, Montenegro va perdre una moció de censura l'11 de març de 2025, el govern va caure i el President Rebelo de Sousa va convocar eleccions anticipades per al 18 de maig.